# Сен-Клер-сюр-Эпт
Сен-Клер-сюр-Эпт (фр. Saint-Clair-sur-Epte) — муниципалитет во Франции, в регионе Иль-де-Франс, департамент Валь-д'Уаз. Население — 801 человек (1999). Муниципалитет расположен на расстоянии около 65 км северо-западнее Парижа, 34 км северо-западнее Сержи.

## Демография
Динамика населения (Cassini и INSEE):

## История
Место подписания одноимённого договора, который заключили в 911 г. французский король Карл III Простоватый и предводитель викингов Роллон. По договору Карл отдавал Роллону в жёны свою дочь Гизелу и уступал Бретань и провинции Руан, Кан, Эр с тем условием, чтобы викинг принял христианство и принёс Простоватому ленную присягу.